# کاپلن (شهر اتریش)
کاپلن (به آلمانی: Kapelln) یک منطقهٔ مسکونی در اتریش است که در ناحیه زانکت پولتن-لاند واقع شده‌است. کاپلن ۱٬۲۸۰ نفر جمعیت دارد.